# Teerasak Poeiphimai
Teerasak Poeiphimai (thailändisch ธีรศักดิ์ เผยพิมาย; * 21. September 2002 in Nakhon Ratchasima), auch als Ton bekannt, ist ein thailändischer Fußballspieler.

## Karriere

### Verein
Teerasak Poeiphimai erlernte das Fußballspielen in der Schulmannschaft der Surasakmontree School in der thailändischen Hauptstadt Bangkok. Seinen ersten Vertrag unterschrieb er im September 2020 beim Drittligisten Prime Bangkok FC. Mit dem Verein trat er in der Bangkok Metropolitan Region an und erzielte dort in zwei Spielzeiten insgesamt 13 Treffer in 32 Ligaspielen. Im Dezember 2021 wechselte er in die erste Liga und schloss sich dem ebenfalls in Bangkok beheimateten Port FC an. Sein Erstligadebüt gab Teerasak Poeiphimai am 15. Januar 2022 (17. Spieltag) im Auswärtsspiel gegen den Khon Kaen United FC. Hier wurde er beim 0:0-Unentschieden in der letzten Minute für Bordin Phala eingewechselt. Im Juli 2024 wurde sein Vertrag um weitere fünf Jahre verlängert.

### Nationalmannschaft
Teerasak Poeiphimai spielte 2021 dreimal für die thailändischen U23-Nationalmannschaft bei den Qualifikationsspielen zur U23-Asienmeisterschaft. Im Februar 2022 nahm er dann mit der Auswahl an der U-23-Südostasienmeisterschaft in Kambodscha teil und erreichte dort das Finale gegen Vietnam, welches man 0:1 verlor. Mit drei Treffern wurde der Mittelstürmer außerdem bester Torschütze des Turniers.